# Камино ал Таляменто
Камѝно ал Талямѐнто (на италиански: Camino al Tagliamento; на фриулски: Cjamin dal Tiliment, Чамин дал Тилимент) е село и община в Северна Италия, провинция Удине, автономен регион Фриули-Венеция Джулия. Разположено е на 34 m надморска височина. Населението на общината е 1676 души (към 2010 г.).